# Poikkeusjärvi (sjö i Parkano, Birkaland)
Poikkeusjärvi är en sjö i kommunen Parkano i landskapet Birkaland i Finland. Sjön ligger 144,5 meter över havet. Arean är 65 hektar och strandlinjen är 7,11 kilometer lång. Sjön  ingår i Kumo älvs huvudavrinningsområde.   Den ligger omkring 65 km nordväst om Tammerfors och omkring 230 km norr om Helsingfors. 